# Raw Power (banda)
Raw Power es una banda italiana de hardcore punk y thrash originaria de Reggio Emilia. Se formaron en 1981 y desde entonces han seguido en activo. Con una larga carrera y discografía, es una de las bandas punk italianas más reconocidas internacionalmente, ya desde los años 1980.

## Biografía
Raw Power fueron formados en Poviglio (cerca de Reggio Emilia, Italia) en 1981 por los hermanos Mauro y Giuseppe Codeluppi (voz y guitarra, respectivamente), que serían los únicos miembros fijos de la banda a través de los numerosos cambios de formación que sufrieron con el paso de los años. El nombre del grupo fue tomado del título del tercer álbum de The Stooges, Raw Power. Los dos hermanos habían tocado previamente en un grupo llamado Off Limits. La primera formación la constituían, además de los hermanos Codeluppi, el guitarrista Silvio, el bajista Maurizio Dido (ex Chelsea Hotel) y el joven baterista «Helder».
Su primera publicación fue una primera maqueta, titulada Raw Power (también conocida como Brown Studio Tape), con 19 temas. Un par de canciones de la maqueta se incluyeron en el álbum Raptus, recopilatorio publicado por un pequeño sello italiano independiente, Meccano Records, con el que Raw Power grabarían su primer álbum, You Are The Victim, lanzado en 1983-1984 y que incluye nuevas tomas de canciones de la maqueta así como algunos temas nuevos. En el mismo sello salió más tarde, en 1984, el recopilatorio Raptus: Negazione e superamento, en el que también se incluyen dos canciones de la banda.
Entre tanto, un pequeño sello de casetes de San Diego (EE. UU.) llamado Bad Compilation Tapes comenzó editando un par de recopilaciones de grupos italianos en 1983, en una de las cuales (Music on fire) se incluyeron muchos temas de aquella primera maqueta de Raw Power. Poco más o menos al mismo tiempo, la revista- fanzine norteamericana Maximum Rocknroll preparaba una recopilación de grupos punk y hardcore internacionales, titulada Welcome to 1984. Se publicó a principios de 1984; la canción seleccionada de Raw Power fue «Fuck authority», también de la maqueta, canción que, gracias a los salvajes gritos del guitarrista Silvio y el peculiar empleo del cencerro por parte de Helder, convirtió a Raw Power en uno de los grupos favoritos de la recopilación.
Muy poco después, BCT Tapes reeditó a principios de 1984 la maqueta y publicó además su actuación en directo en Pisa de los conciertos (grabados en diciembre de 1983) de los que surgieron las dos recopilaciones en casete tituladas Last White Christmas. A través del contacto con BCT, el mismo año la banda voló a los Estados Unidos para hacer su primera gira norteamericana, previo cambio del guitarrista Silvio (responsable de los gritos desgarrados de «Fuck authority» y otras canciones) por Davide (ex Chelsea Hotel), que también le reemplazó como segundo vocalista y que aportó al grupo, además, su peculiar peinado «afro». La gira tuvo lugar en agosto-septiembre de 1984 y, en buena medida gracias al renombre logrado con su intervención en Welcome to 1984, fue un considerable éxito underground. Posteriormente, Raw Power ha vuelto a hacer otras seis giras por dicho país.
Durante la gira americana de 1984, el grupo firmó un contrato con el sello independiente americano Toxic Shock (Skin Yard, House Of Large Sizes...). El primer fruto de esta relación fue el LP Screams From The Gutter, publicado en marzo de 1985. Dado que las condiciones de grabación eran mejores, el grupo aprovechó para regrabar unos cuantos temas del primer LP. La reacción de los seguidores norteamericanos del hardcore fue buena y el álbum vendió más de 40.000 copias a pesar de venderse únicamente a través de tiendas y distribuidoras independientes.
A la vez que salía este primer álbum americano, BCT publicaba en casete una recopilación de grabaciones realizadas durante la gira de 1984.
Toxic Shock editó también el siguiente álbum, After Your Brain (1986), y el EP Wop Hour (1986), título irónico que juega con la homofonía con el nombre del grupo: «wop» es un término despectivo con el que se señala en los países angloparlantes a los inmigrantes italianos, de manera que Raw Power es «la hora de los wops».
Algo más espaciadamente, se fueron sucediendo otros álbumes: Mine To Kill (Southern Records, 1989), Live Danger (TVOR, 1991), Too Tough to Burn (Contempo - 1992), en los que cada vez tenía mayor peso la influencia heavy metal y thrash.
Raw Power fueron considerados en los Estados Unidos como uno de los más notorios ejemplos del sonido crossover, junto a bandas como S.O.D., C.O.C., D.R.I. y Attitude Adjustment. En sus largas giras americanas, el grupo ha actuado junto a bandas como Circle Jerks, Adolescents, D.O.A., Minor Threat, Bad Brains, Agnostic Front, Dead Kennedys, Suicidal Tendencies. Como curiosidad puede decirse que en 1986, tocando en un pequeño club de Seattle, fueron teloneados por unos entonces desconocidos llamados Guns N'Roses.
El primer álbum que grabaron con el sello Godhead, Fight (1995), fue un intento de reproducir mejor el sonido de la banda en directo. Un videoclip realizado para promocionar el disco despertó interés en la cadena MTV. El siguiente álbum publicado con dicho sello fue Live from the gutter, grabado en directo el 1 de marzo de 1996 en el Maffia, un club de Reggio Emilia, reuniendo 27 canciones, sin overdubs.
En 1998, regresaron a Toxic Shock (que había cambiado su nombre a Toxic Ranch Records) para publicar el álbum Reptile house, a lo cual siguieron tres giras promocionales por los Estados Unidos. Cambiando de nuevo de sello, grabaron Trust me, publicado en 2000 y que recibió buenas críticas. En verano de 2001 comenzaron una exitosa gira americana en Atlanta.
De nuevo en el estudio, en 2002 grabaron un LP al que titularon, para celebrar sus dos décadas en activo, Still Screaming After 20 Years. Poco después de terminar de grabarlo, el 6 de octubre, Giuseppe Codeluppi, líder de la banda, fallecía a causa de un infarto cuando estaba jugando a fútbol. No obstante el duro golpe, siguiendo el precepto de Giuseppe «Raw Power nunca morirá», el grupo siguió adelante.
En 2004 y 2005 Raw Power estuvieron muy activos realizando giras en su Italia natal así como en el Reino Unido (por primera vez) y otros países europeos. En 2006, tras una mini gira por Alemania, volvieron a los Estados Unidos para una gira de dos semanas, incluyendo una actuación en Nueva York como parte de la campaña «save CBGB's».
En 2007 dieron numerosas actuaciones en Italia, Europa y Estados Unidos de nuevo (dos semanas en la Costa Oeste).
En octubre de 2010, el sello P.I.G. Records publicó un nuevo álbum de la banda, Resuscitate, ocho años después de Still Screaming....
En el 2013 la banda toca continuamente en su propio país y en toda Europa , regresó a los EE. UU. en abril y registró un nuevo álbum con los expedientes de la cerveza de la ciudad, " Tired and Furious ", lanzado a mediados de 2014 .
En 2013 Paolo di Bernardo en la guitarra de Gianmarco Agosti en la batería unió a la banda.

## Miembros
- Mauro Codeluppi "MP" - voz
- Giuseppe Codeluppi - guitarra
- Marco Massarenti - bajo
- Paolo di Bernardo - guitarra
- Gianmarco Agosti - batería (2005-)

### Miembros Pasados
- Tommi Prodi - guitarra (1991-1994, 2007-2015)
- Davide Devoti - guitarra
- Silvio Stefanini - guitarra
- Niccolò Bossini - guitarra
- Luca Carpi - guitarra (-2007)
- Maurizio Dodi - bajo
- Alessandro Paolucci - bajo
- Alessandro Ronchini "Ronko" - bajo (1998 - 2008)
- Helder Stefanini - batería
- Paolo Casali - batería
- Emanuele Castagneti - batería
- Fabiano Bianco - batería
- Roberto Colla - batería (2000-2005)
- Andrea Cavani - batería
- Fabio Ferrari - batería (2005-2013)

## Discografía
- Casete Raw Power (también conocida como Brown Studio Tape, 1983; Estados Unidos: BCT Tapes, BCT 05, 1984)
- 2 temas («Raw power» y «You are the victim») en el LP recopilatorio Raptus (Meccano, TOG 215, 9/83)
- 10 temas (de la maqueta) en el casete recopilatorio Music on fire (BCT 02, 10/83).
- LP You Are the Victim (Meccano Records, TOG 845, 1983 o 1984). Reedición en CD: Soulforce Records (España), 2002.
- «Fuck authority» en el LP recopilatorio Maximum Rock'n'Roll presents: Welcome to 1984 (MRR 001, primavera de 1984).
- 13 temas en directo en el casete recopilatorio Last White Christmas vol. I (Italia: Cessophonia, 1984; USA: BCT Tapes, BCT 06, 2/84; concierto grabado en Pisa el 4/12/83)
- 2 temas («Army» y «State oppression») en el LP recopilatorio Raptus: Negazione e superamento (Meccano, 1984)
- 2 temas («Fuck authority» y «Burning the factory») en el EP recopilatorio 4 per «A» / «A» Per Tutti (Italia: Attack Punkrecords - Totò Alle Prese Coi Dischi, TOTO 4 / 0441, 12/84). Las otras bandas que aparecen en este disco son Rivolta dell'Odio, Rappresaglia, Pedago Party.
- Casete Live in the USA (BCT Tapes, BCT 17, 3/85)
- LP Screams From the Gutter (EE. UU., Toxic Shock, 3/85). Reediciones: Sonic Attack, 1987; Ugly Pop, 2001.
- Split 12 " EP con el grupo alemán Mottek (Alemania: Starving Missile, 1985)
- LP After Your Brain (Toxic Shock, 6/86)
- 4 temas en el LP recopilatorio We Can Do Whatever We Want (BCT, 1986)
- EP Wop Hour (1986)
- LP Mine to Kill (Southern Studios / Sonic Attack, 1989)
- Live Danger (Italia: TVOR, 1991)
- Too Tough to Burn (Contempo, 1993)
- Fight (Godhead, 1995)
- Live from the Gutter (Godhead, 1996, grabado en directo el 1 de marzo de 1996 en Reggio Emilia)
- CD Burning the Factory (recopilación de material de BCT; Grand Theft Audio, 1996)
- Reptile House (Toxic Ranch Records, 1999)
- Trust Me! (Hello Records, 2000)
- Split EP The Dirty Rotten Power (2001) (compartido con D.R.I.)
- ...Still Screaming (After 20 Years) (2003)
- The Hit List (recopilación, 2004)
- Fuck Authority (recopilación, 2005)
- 1 tema en el LP recopilatorio Corruption of american youth vol.2 (2010)
- CD Resuscitate (P.I.G., 10/2010).
- Tired & furious (Beer city records 2014)